# Dicranomyia fijicola
Dicranomyia fijicola är en tvåvingeart som först beskrevs av Alexander 1953.  Dicranomyia fijicola ingår i släktet Dicranomyia och familjen småharkrankar.
Artens utbredningsområde är Fiji. Inga underarter finns listade i Catalogue of Life.